# Professionnels pour un massacre
Pour plus de détails, voir Fiche technique et Distribution.
Professionnels pour un massacre (titre original en italien : Professionisti per un massacro) est un western spaghetti italo-espagnol réalisé par Nando Cicero et sorti en 1967.

## Synopsis
Pendant la guerre de Sécession, trois bandits de grand chemins se font enrôler de force par les troupes sudistes afin de récupérer une cargaison d'or subtilisé par un officier déserteur et sa compagnie. Ils parviendront à leur tendre un guet-apens, mais celui-ci tournera mal et les trois bandits devront affronter une bande de dangereux Mexicains qui se sont emparés de l'or.

## Fiche technique
- Titre français : Professionnels pour un massacre
- Titre italien : Professionisti per un massacro
- Titre espagnole : Los profesionales de la muerte[1]
- Réalisation : Nando Cicero
- Scénario : Roberto Gianviti, Jaime Jesús Balcázar, Enzo Dell'Aquila, José Antonio de la Loma
- Producteurs : Oreste Coltellacci et Sylvester Stallone[2]
- Sociétés de production : P.C. Balcázar, Colt Film[1]
- Photographie : Francisco Marin
- Musique : Carlos Pes
- Durée : 92 minutes
- Pays de production :  Italie,  Espagne
- Dates de sortie : 
  - Italie : 7 décembre 1967
  - France : 6 novembre 1968[3]

## Distribution
- George Hilton (VF : Bernard Woringer) : Tim Dooley
- George Martin (VF : Jean-Pierre Duclos) : Fidel Ramirez
- Edd Byrnes (VF : Bernard Tiphaine) : Chattanooga Jim
- Gérard Herter (VF : René Bériard) : Le Major Lloyd
- Monica Randall (VF : Michèle Montel) : Annie
- José Bodalo (VF : Jean Davy) : Pedro Primero
- Carlo Gentili (VF : William Sabatier) : Le Général Sidley
- Milo Quesada (VF : Denis Savignat) : Le Lieutenant Logan
- Bruno Ukmar (VF : Jacques Ballutin) : Brent
- Oriside Pivarello (VF : Guy Pierrault) : Bandit dans la taverne